# Vivi Fernandez
Viviane Moreira Fernandes (sinh ngày 29 tháng 9 năm 1977), hay còn được biết đến với nghệ danh là Vivi Fernandez, là một người mẫu, diễn viên và vũ công người Brasil. Cô cũng từng là một diễn viên đóng phim khiêu dâm.

## Tiểu sử
Vivi Fernandez sinh ra tại thủ đô Brasília, Brasil. Cô là con gái của một cựu bộ đội đã nghỉ hưu. Sau khoảng thời gian đi học, Vivi tốt nghiệp và theo học chuyên ngành nha khoa. Cuối cùng, cô không làm nha sĩ mà lại trở thành một người mẫu. Sau khi tham gia vào một chương trình truyền hình trên đài Rede Record có tên Galera, Fernandes xuất hiện với tư cách là một vũ công cho chương trình hài kịch Festa do Mallandro do Sérgio Mallandro dẫn chương trình trên kênh Rede Gazeta. Năm 1999, Vivi khởi kiện Mallandro vì tội quấy rối tình dục, cưỡng bức và đe dọa cô trong suốt thời gian cô làm việc tại đây.
Trong khoảng thời gian từ năm 2003 đến năm 2004, cô được biết đến nhiều với bộ ảnh chụp khỏa thân, một vài bức ảnh trong số đó là chụp cho tạp chí Sexy Premium. Năm 2005, cô trở thành một nữ diễn viên phim khiêu dâm. Cô ký hợp đồng với nhà sản xuất phim Brasileirinhas để thực hiện các phim người lớn. Phim đầu tiên của cô là Vivi.com.vc, phá kỷ lục doanh số trong ngành ptim khiêu dâm ại thời điểm đó. Cô cũng xuất hiện trong một đoạn băng ghi lại cảnh quan hệ với bạn trai, doanh nhân Mark Hugo.
Vào năm 2009, Vivi Fernandez tiếp tục chụp một bộ ảnh nữa cho tạp chí Playboy của Brasil. Đây cũng là thời điểm mà cô giải nghệ khỏi ngành phim khiêu dâm. Cô chuyển sang làm diễn viên hài trong một số chương trình truyền hình như: A Praça é Nossa và Sem Controle cũng như các phim Tudo em Cima da Cama và A Segunda Dama.